# Olympijské skandály a kontroverze

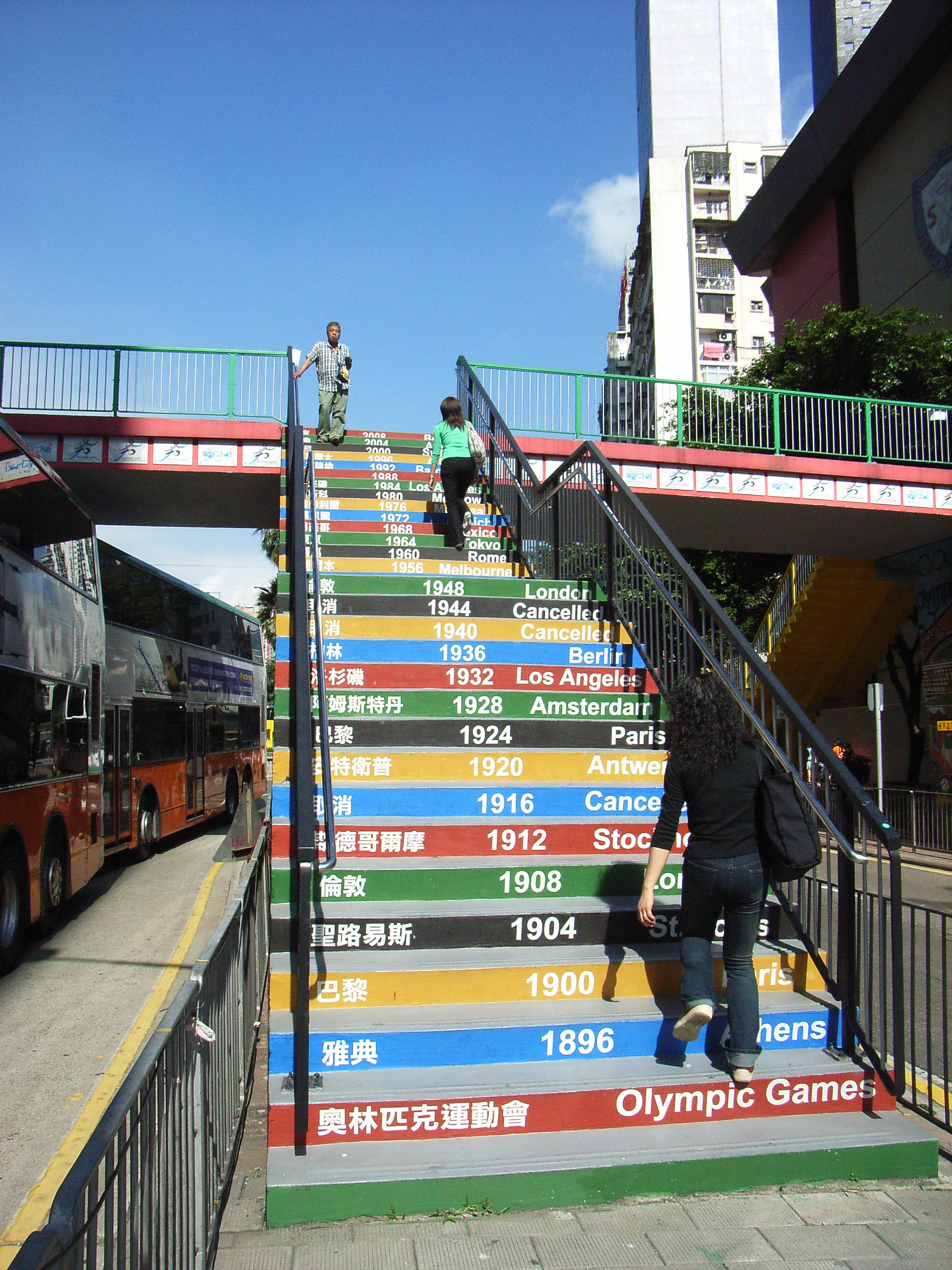
Olympijské schodiště (Hong Kong)

Olympijské skandály a kontroverze se týkají prakticky všech olympijských sportů. Během své historie byly letní i zimní hry předmětem mnoha skandálů a kontroverzí.
Některé státy z různých důvodů bojkotovaly hry, často na znamení protestu proti Mezinárodnímu olympijskému výboru a politice jiných účastníků. Po obou světových válkách nebyly některé státy pozvány. Zbývající spory se týkají rozhodnutí rozhodčích, popř. gest ze strany sportovců.

## Letní olympijské hry 1896

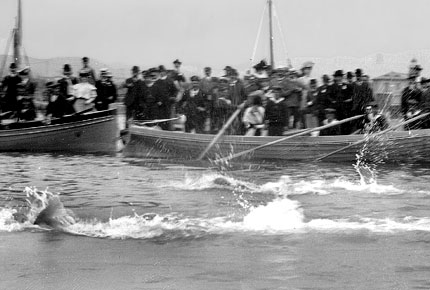
Plavci na aténské olympiádě

První moderní olympiáda se konala v dubnu, časný termín ovlivnil hlavně plavecké soutěže, konané na otevřeném moři (v Athénách nebyl k dispozici plavecký bazén). Závodníci si stěžovali na nesnesitelně studenou vodu (prý 13 °C) a velké vlny, vítěz závodu na 1200 metrů Alfréd Hajós prohlásil, že ho ani tak nezajímalo, aby vyhrál, ale aby vůbec přežil. Plánované závody ve veslování a jachtingu byly kvůli rozbouřenému moři úplně zrušeny.
Italský vytrvalec Carlo Airoldi, vítěz etapového závodu z Milána do Barcelony, šel do Athén pěšky, protože neměl peníze na cestu. V dějišti olympiády se dozvěděl, že se maratónského závodu nesmí zúčastnit, protože je profesionál. Pravým důvodem však nejspíš bylo, že Řekové nestáli o konkurenci.

## Letní olympijské hry 1900
Pařížská olympiáda se konala v rámci Světové výstavy, pro kterou byly sportovní soutěže jen okrajovou atrakcí. Hry se táhly skoro půl roku, na programu chyběl zápas nebo vzpírání, zato se soutěžilo v tak kuriózních disciplínách, jako kroket, střelba na živé holuby nebo plavání s překážkami, při němž se podplavávaly a přelézaly zakotvené čluny. Chyběl jasný harmonogram, nikdo pořádně nevěděl, v čem, kde a kdo bude zrovna soutěžit. Někteří sportovci tak svoje závody zmeškali, do jiných soutěží naopak zasáhli náhodní kolemjdoucí. Například Američanka Margaret Abbottová se do smrti nedozvěděla, že golfový turnaj, kterého se náhodou zúčastnila při své dovolené v Paříži, byl ve skutečnosti oficiální součástí olympijského programu. Nizozemská dvouveslice, jejíž kormidelník kvůli chaotickému časovému rozpisu „dezertoval“ k osmě, posadila do lodi před finálovou jízdou asi osmiletého chlapce z publika. Po závodě, který Nizozemci vyhráli, se chlapec ztratil v davu, takže jméno nejmladšího olympijského vítěze zůstalo neznámé. Atletické soutěže se konaly v nevyhovujících podmínkách na louce v Boulogneském lesíku, vítězové dostávali místo medailí věcné ceny, které Jiří Stanislav Guth-Jarkovský označil jako „jarmareční brak“. Organizační zmatky ovlivnily například maratón: švédský běžec Erwin Fast ztratil skoro půlhodinu, když ho policista dohlížející na trať poslal špatným směrem.

## Letní olympijské hry 1904
Cílovou pásku maratónského běhu protrhl jako první Američan Fred Lorz a prezidentova dcera Alice Rooseveltová mu předala cenu pro vítěze. Vzápětí se ale přihlásili svědci, že se Lorz mezi 15. a 33. kilometrem vezl v automobilu svého trenéra. Běžec musel s ostudou všechna ocenění vrátit a původně dostal doživotní distanc; vyšlo však najevo, že se před nástupem do vozu ze závodu řádně odhlásil a jeho doběh na stadion byl spíš pokusem o vtip než podvodem, byl proto nakonec omilostněn. Vítězem byl proto vyhlášen druhý v cíli Thomas Hicks, ačkoli i jeho výkon je sporný. Těsně před stadionem zkolaboval a trenér mu na vzpamatování podal směs vajec, koňaku a strychninu: jedu, který v malých dávkách zvyšuje motorickou činnost. Hicks dorazil do cíle polomrtvý a slavnostního vyhlášení vítězů se mohl zúčastnit až druhého dne.
Z dnešního hlediska byly skandální také tzv. Antropologické hry, při kterých soutěžili v olympijských disciplínách příslušníci přírodních národů, účastnící se právě probíhající světové výstavy. Tehdejší publikum ovšem na nich nic pohoršujícího nevidělo, naopak chabé výkony, kterých dosahovali naprosto netrénovaní „závodníci“, byly vážně pokládány za vědecký důkaz nadřazenosti bílé rasy.

## Letní olympijské hry 1908
Pořádání olympiády bylo původně přiřčeno Římu, ale v dubnu 1906 došlo ke katastrofální erupci Vesuvu, po které Italové neměli peníze ani náladu na pořádání her a přenechali je proto Londýnu jako dalšímu uchazeči.
Finské velkoknížectví, které bylo v letech 1809–1917 autonomní součástí Ruské říše, soutěžilo na olympiádě samostatně, ale nesmělo používat svoji vlajku. Podobně Irsko soutěžilo odděleně od Velké Británie v pozemním hokeji a pólu, ale také bez vlastní vlajky.

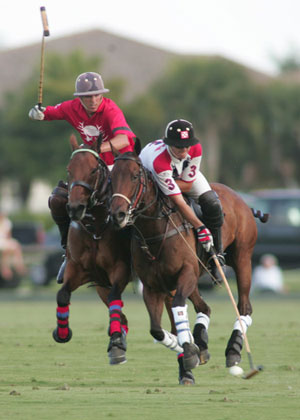
Pólo (ilustrační obrázek)

V běhu na 400 m byl americký vítěz John Carpenter diskvalifikován kvůli blokování britského atleta manévrem, který byl v mezích pravidel v USA, ale zakázán britskými pravidly, podle nichž se závodilo. Závod měl být nejprve opakován, ale nakonec získal bez dodatečného závodu zlatou medaili britský závodník Wyndham Halswelle.
Hry byly vůbec poznamenány nezdravou rivalitou mezi domácími a Američany. Začalo to už při slavnostním zahájení: když americká výprava nastoupila na White City Stadium, všimla si, že mezi vlajkami účastnických států chybí ta jejich. Na protest americký vlajkonoš Ralph Rose nepozdravil podle tehdejšího zvyku královskou lóži skloněním zástavy. Později to vysvětlil tak, že americká vlajka se neskloní před žádným monarchou.

## Letní olympijské hry 1912
Dvojnásobný americký olympijský vítěz Jim Thorpe byl diskvalifikován. Byly mu odebrány zlaté medaile za vítězství v desetiboji a pětiboji poté, co vyšlo najevo, že před třemi lety hrál profesionálně baseball. Ze solidarity k němu stříbrný medailista v desetiboji, Hugo Wieslander, odmítl přijmout zlatou medaili. Zlaté medaile byly vráceny rodině až v roce 1983, třicet let po jeho smrti.
V průběhu maratónského běhu zemřel na dehydrataci a přehřátí organismu portugalský závodník Francisco Lázaro.

## Letní olympijské hry 1916
V roce 1916 se olympiáda měla konat v Berlíně, ale byla zrušena kvůli právě probíhající 1. světové válce.

## Letní olympijské hry 1920
Olympiáda měla být původně v Budapešti, ale protože Rakousko-Uhersko bylo spojencem Německa za 1. světové války, tak se hry nakonec uskutečnily v Antverpách. Některé státy (Rakousko, Bulharsko, Německo, Maďarsko a Turecko) nebyly pozvány na olympiádu se zdůvodněním, že jsou nástupnickými státy velmocí, které prohrály 1. světovou válku.
Ve finále fotbalového turnaje proti domácí Belgii opustila ve 35. minutě za stavu 0:2 československá fotbalová reprezentace hřiště na protest proti nespravedlivým verdiktům rozhodčího Johna Lewise. V následné potyčce roztrhali belgičtí diváci československou vlajku. Čechoslováci byli z turnaje vyloučeni a přišli tak o stříbrné medaile.

## Letní olympijské hry 1924
Německo opětovně nebylo pozváno na olympiádu. Otazníky vznikly také okolo účasti Ruska, které zastupoval v MOV aristokrat Lev Urusov, žijící v emigraci. Ten navrhl vytvoření dvou reprezentací: jednu by tvořili sportovci sovětského Ruska a druhou bílí emigranti. Plán byl ale zamítnut.
Favorit závodu na 100 metrů Eric Liddell odmítl nastoupit k rozběhu, protože mu jeho náboženské přesvědčení nedovolovalo sportovat v neděli. Místo toho se přihlásil k závodu na 400 metrů a získal v něm zlatou medaili. Hugh Hudson natočil o Liddelově účasti na olympiádě film Ohnivé vozy.

## Letní olympijské hry 1928
Nevoli publika vzbudil závěr běhu žen na 800 metrů, v němž se závodnice hroutily vyčerpáním. Skandál nahrál hlasům, že ženský organismus není uzpůsoben pro vytrvalostní běhy, takže osmistovka byla z programu her vyřazena až do roku 1960.
Československý boxer Jan Heřmánek ve finále střední váhy jasně dominoval nad italským soupeřem Pierem Toscanim, rozhodčí však vyhlásili vítězem Itala. Protestující diváky musela rozhánět policie, amsterdamský list Algemmen Handelsblad přinesl zprávu o Heřmánkově vítězství, protože reportér pokládal výsledek za tak jasný, že ani nepočkal na oficiální verdikt.

## Letní olympijské hry 1932
Devítinásobný olympijský vítěz Paavo Nurmi nemohl startovat na olympiádě, protože byl prohlášen za profesionála. Hlavními strůjci zákazu byli švédští funkcionáři, zejména Sigfrid Edström. Ten tvrdil, že Nurmi v určitém případě dostal příliš mnoho peněz jako náhradu za své cestovní náklady. Přes prosby účastníků maratónu nemohl Nurmi soutěžit na olympiádě.
Bertil Sandström byl členem švédského týmu, který získal stříbrné medaile v drezuře. Byl obviněn z nepovoleného povzbuzování koně, ale tvrdil, že šlo o zvuky vydávané vrzajícím sedlem.
Stanisława Walasiewiczová z Polska vyhrála stovku ve světovém rekordu. Až po její smrti v roce 1980 vyšlo najevo, že měla mužské pohlavní orgány.

## Letní olympijské hry 1936
Poté, co byl jako dějiště olympiády vybrán Berlín, se dostal k moci nacistický režim. Adolf Hitler hry považoval za svou olympiádu a příležitost ukázat sílu po prohrané 1. světové válce. Řada významných politiků a institucí vyzvala k bojkotu olympiády. Španělsko se rozhodlo hry bojkotovat a uspořádat alternativní olympiádu, nicméně ještě před jejím zahájením vypukla ve Španělsku občanská válka. Svoji reprezentaci nevyslal ani Britský mandát Palestina. Němci nepozvali na hry litevské sportovce kvůli územnímu sporu obou zemí o přístav Klajpeda. Irsko se nezúčastnilo, protože katolíci a protestanti se nedohodli na společné reprezentaci.
Spojené státy americké chtěly nejprve olympiádu bojkotovat, ale nakonec se rozhodly, že se zúčastní. Nacistická propaganda podporovala pojetí „árijské rasové nadřazenosti“. Nacisté se Američanům vysmívali, že je reprezentují sportovci „podřadné rasy“. Ale nakonec sportovci tmavé pleti získali pro Spojené státy americké jedenáct zlatých medailí, přičemž čtyři z nich vybojoval Jesse Owens.
Koulařka Lili Henochová a výškařka Gretel Bergmannová byly krátce před hrami vyřazeny z německé reprezentace. Objevily se protesty, že důvodem nebyl pokles formy, ale židovský původ obou závodnic. (Místo Bergmannové nastoupila Dora Ratjenová a získala čtvrté místo. Dva roky po olympiádě vyšlo najevo, že Dora Ratjenová je ve skutečnosti muž Hermann Ratjen.) Aby nacisté otupili hrot kritiky, povolali do týmu olympijskou vítězku v šermu z roku 1928 Helene Mayerovou (byla Židovka jen po otci), která žila od Hitlerova nástupu k moci v USA. Mayerová, zřejmě z obavy o osud příbuzných, které zanechala v Německu, svolila a vybojovala stříbrnou medaili. Po hrách se zase vrátila do Ameriky, kde prožila zbytek života.
Francouzští olympionici na zahajovacím ceremoniálu použili pozdrav, který se podobal nacistickému pozdravu. Mohl to ale být olympijský pozdrav, který je podobný, protože oba jsou založeny na římském pozdravu.
Ve finále cyklistického sprintu německý závodník Toni Merkens fauloval nizozemského reprezentanta. Místo diskvalifikace dostal Merkens pokutu 100 říšských marek a obdržel zlatou medaili.
Dva atleti židovského původu, Sam Stoller a Marty Glickman, byli v den soutěže vyřazeni z amerického družstva, které mělo běžet štafetový běh na 4 × 100 m. Vznikly spekulace o tom, že Američané nechtěli ztrapnit Hitlera tím, že získají zlaté medaile atleti židovského původu.
Ve čtvrtfinále fotbalového turnaje porazila peruánská fotbalová reprezentace Rakousko 4:2 po prodloužení. Po zápase podali Rakušané protest, že peruánští příznivci jejich hráče rozptylovali, uráželi a po čtvrtém gólu dokonce vtrhli na hřiště s noži a revolvery. Bylo proto nařízeno opakování zápasu s vyloučením veřejnosti. Peruánci toto rozhodnutí označili za nespravedlivé a celá peruánská výprava se okamžitě vrátila do vlasti. Za solidarity s nimi opustili dějiště her také Kolumbijci. Argentina a Mexiko oznámily stejný úmysl, ale pak si to rozmyslely. Německou ambasádu v Limě napadl rozzuřený dav, přístavní dělníci v Callau odmítli vykládat německé lodě.

## Letní olympijské hry 1940
Olympiáda se v roce 1940 měla konat v Tokiu v Japonsku, ale byla zrušena kvůli vypuknutí druhé čínsko-japonské války. Bylo rozhodnuto, že hry se tedy budou konat ve Finsku, ale k tomu nedošlo kvůli zimní válce. Další olympiáda se konala až v roce 1948.

## Letní olympijské hry 1948
Na olympiádu nebyly pozvány dvě mocnosti, které rozpoutaly 2. světovou válku – Německo a Japonsko. Sovětský svaz byl pozván, ale nezúčastnil se.

## Letní olympijské hry 1952
Studená válka postavila pořadatele před nutnost vyrovnat se s existencí dvou německých a dvou čínských států. Německá demokratická republika tehdy nebyla většinou států uznávána, byli tedy pozváni pouze zástupci západního Německa (a Sárska, které tehdy bylo polonezávislým státem okupovaným Francií). Naproti tomu byla účast povolena sportovcům ČLR i kuomintangské vlády na Tchaj-wanu. Pevninská Čína se rozhodla zúčastnit na poslední chvíli, týmy fotbalistů a basketbalistů nestihly začátek svých soutěží, takže jediným jejím reprezentantem na hrách byl plavec Wu Chuanyu, který skončil na 28. místě. Když se Tchajwanci dozvěděli o účasti svého rivala, opustili dějiště her, aniž by zasáhli do soutěží.

## Letní olympijské hry 1956
V roce 1951 přijal australský parlament zákon, podle něhož museli všichni koně dovezení do země strávit půl roku v karanténě. Tak dlouhý tréninkový výpadek si nemohl žádný olympionik dovolit, proto se jezdecké soutěže uskutečnily už v červnu ve Stockholmu. Hry XVI. olympiády jsou tak dosud jediné, které se konaly ve dvou zemích na dvou kontinentech.
Sedm zemí bojkotovalo hry ze tří různých důvodů. Egypt, Irák a Libanon oznámily, že se nezúčastní her v reakci na Suezskou krizi. Nizozemsko, Španělsko a Švýcarsko bojkotovaly hry na protest proti invazi Sovětského svazu do Maďarska v roce 1956 a přítomnosti Sovětského svazu na hrách. Necelé dva týdny před zahájením her se rozhodla pro bojkot Čínská lidová republika na protest proti tomu, že Čínská republika bude moci soutěžit na hrách.
Sovětský hráč během zápasu vodního póla mezi Maďarskem a Sovětským svazem krvavě zranil maďarského hráče, což vyvolalo prudké reakce diváků proti mužstvu Sovětského svazu, kvůli tehdejší invazi Sovětského svazu do Maďarska (viz Maďarské povstání). Maďaři zvítězili 4:0 a nakonec získali zlaté olympijské medaile.

## Letní olympijské hry 1960
Během časovky cyklistických družstev na 100 km, která se jela za extrémního vedra, spadl z kola dánský reprezentant Knud Enemark Jensen a utrpěl frakturu lebeční kosti. Byl odvezen do nemocnice, ale už se neprobral. Za příčinu úmrtí byl označen amfetamin. Tragédie přiměla MOV k zavedení dopingových kontrol.

## Letní olympijské hry 1964
Indonésie a Severní Korea odstoupily po rozhodnutí MOV o zákazu účasti států, které se zúčastnily v roce 1963 her nazvaných Hry nově vzniklých sil. Jižní Afrika byla vyloučena kvůli apartheidu a nebyla pozvána až do roku 1992.
Australská plavkyně Dawn Fraserová na oslavu svého vítězství ukradla olympijskou vlajku z císařského paláce. Byla potrestána desetiletým zákazem činnosti, který znamenal konec její sportovní kariéry.

## Letní olympijské hry 1968
Američtí medailisté tmavé pleti v běhu na 200 m, Tommie Smith a John Carlos zdvihli zaťaté pěsti s černými rukavicemi na rukou a sklonili hlavy na stupních vítězů při hymně na protest proti rasovému útlaku v USA. Za porušení olympijské zásady politické neutrality byli vyloučeni z americké reprezentace. Podpořil je také držitel stříbrné medaile Peter Norman z Austrálie (běloch), který si připnul na bundu odznak kampaně proti rasové diskriminaci. Také on byl distancován a nesměl se zúčastnit příští olympiády v Mnichově.
Studenti v Mexico City se snažil využít pozornosti médií v době před olympiádou na protesty proti autoritářské mexické vládě. Vláda reagovala použitím násilí proti demonstrantům, což vyvrcholilo masakrem více než 200 osob.
Švédské družstvo moderních pětibojařů muselo vrátit bronzové medaile poté, co byl Hans-Gunnar Liljenwall pozitivně testován na etanol. Závodník přiznal, že si během čekání na střeleckou část soutěže dal dvě piva na žízeň a na uklidnění. Byl to vůbec první dopingový trest v moderních olympijských dějinách.
Olympiádě předcházela invaze vojsk Varšavské smlouvy do Československa. To bylo důvodem, proč Věra Čáslavská odmítla vzdát čest sovětské vlajce a hymně při vyhlášení vítězů soutěže v prostných, kde se dělila o zlato s Larisou Petrikovou.

## Letní olympijské hry 1972

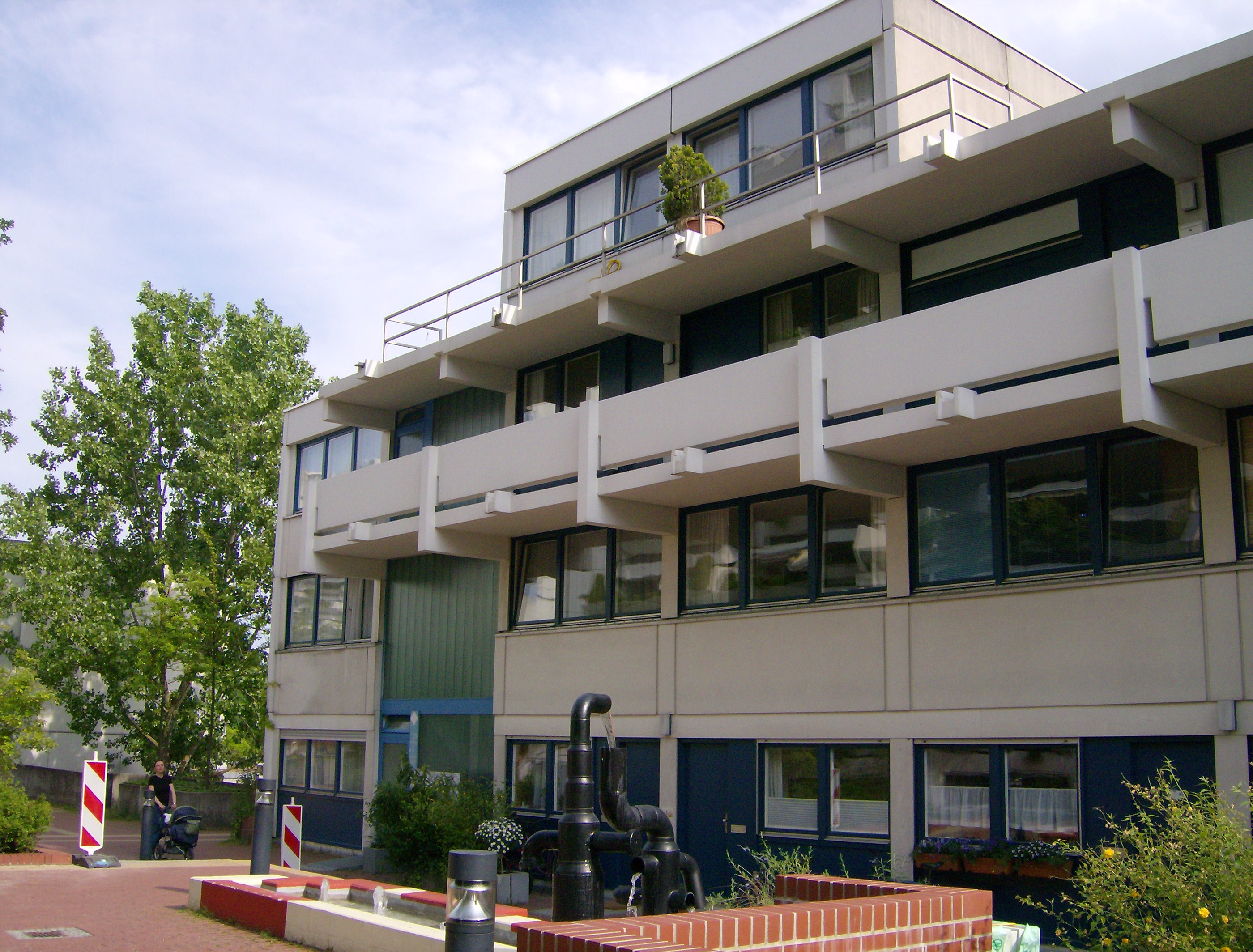
Budova, kde bydleli zavraždění sportovci

Během olympiády došlo k tzv. mnichovskému masakru. Palestinskými teroristy bylo zavražděno celkem 11 sportovců izraelské olympijské výpravy.
K soutěžím nebyli na žádost afrických zemí připuštěni sportovci Rhodesie, kde neměla domorodá většina volební právo.
Na konci maratónského běhu se na stadionu za jásotu diváků objevil nejprve německý „podvodník“ a teprve potom skutečný vítěz maratonu Frank Shorter.
Američan Dave Wottle, který na olympiádě vyhrál běh na 800 m, si ani na stupních vítězů při hymně nesundal z hlavy golfovou čepici.
Američtí sprinteři nebyli informováni o posunutí čtvrtfinále běhu na 100 m o dvě hodiny dopředu. Proto Eddie Hart a Rey Robinson, kteří v té době byli na čele světových tabulek (čas 9,9 s v běhu na 100 m), nemohli do čtvrtfinále nastoupit. Podali protest, ale neuspěli.
Ve finále soutěže v pozemním hokeji dal německý hráč Michael Krause gól pákistánskému mužstvu v šedesáté minutě, čímž rozhodl o vítězství německého mužstva. Pákistánští hráči si po zápase stěžovali, že gól byl neregulérní. Při vyhlašování vítězů se někteří pákistánští hráči obrátili zády k německé vlajce a chovali se neuctivě ke svým stříbrným medailím.
V dramatickém závěru finále basketbalového turnaje mezi SSSR a USA se vyskytly problémy s časomírou, závěrečná siréna zazněla za stavu 50:49 pro Američany, ale rozhodčí nařídil dohrát poslední tři sekundy, v nichž Alexandr Bělov rozhodl o sovětském vítězství. Americký protest byl zamítnut a poražený tým odmítl převzít stříbrné medaile. Byla to vůbec první porážka amerických košíkářů v olympijských dějinách.

## Letní olympijské hry 1976
Sovětský moderní pětibojař Boris Oniščenko podváděl, protože používal speciálně upravený kord a oklamal tak zařízení na počítání zásahů. Celé družstvo Sovětského svazu bylo diskvalifikováno.
Hostitelské zemi Kanadě vznikl v souvislosti s olympiádou velký dluh, který byl splacen až v roce 2006.
Na protest proti turné ragbyového mužstva Nového Zélandu v Jižní Africe, Tanzanie iniciovala bojkot 22 afrických států. Spor zabránil hodně očekávanému souboji Filbert Bayi – John Walker v běhu na 1500 m. Walker na olympiádě startoval a získal v běhu na 1500 m zlatou medaili.
Kvůli užití anabolických steroidů museli vrátit zlaté medaile bulharský vzpěrač Valentin Christov ve váze do 100 kg a Polák Zbigniew Kaczmarek ve váze do 67,5 kg. Diskvalifikováni byli také Bulhar Blagoj Blagoev (2. místo), Američan Philipp Grippaldi (4. místo) a Čechoslovák Petr Pavlásek (6. místo).

## Letní olympijské hry 1980
Americký prezident Jimmy Carter se rozhodl bojkotovat olympiádu v Moskvě na protest proti invazi Sovětského svazu do Afghánistánu. Mnoho států následně odmítlo účast na hrách. Přesný počet bojkotujících států je ale těžké určit.

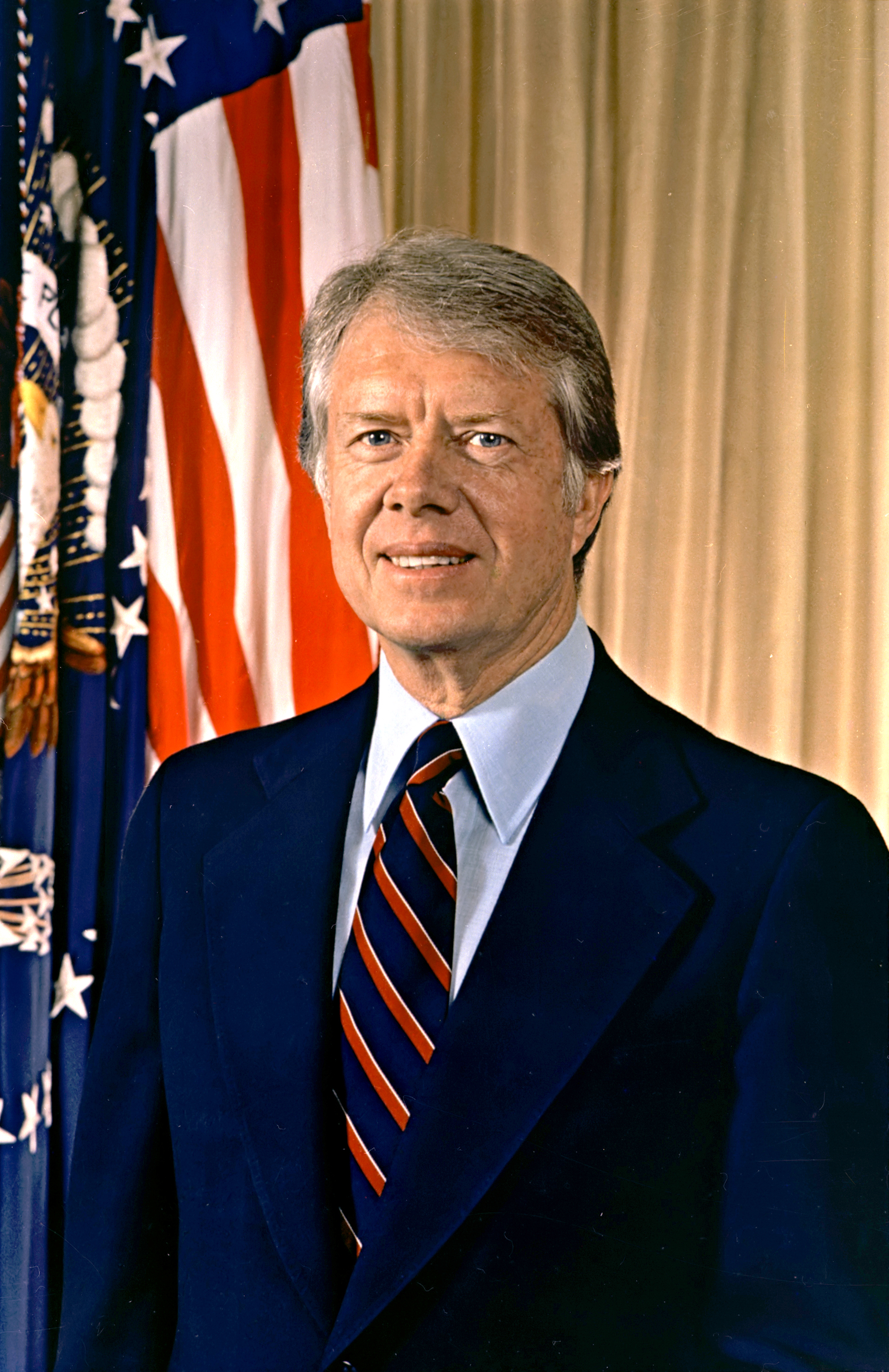
Jimmy Carter

Nezúčastnilo se celkem 62 pozvaných zemí, ale v některých případech to bylo z ekonomických důvodů. V americkém městě Philadelphia se uskutečnila náhradní akce pro bojkotující státy pod názvem The Liberty Bell Classic za účasti 29 zemí. Některé země (Velká Británie, Itálie, Austrálie) vystupovaly v Moskvě pod olympijskou vlajkou místo státní vlajky, aby tak daly najevo, že sportovci soutěží jako soukromé osoby a nikoli jako reprezentanti svých zemí.
Polský vítěz soutěže ve skoku o tyči Władysław Kozakiewicz ukázal obscénní gesto jako výsměch sovětským divákům, což byl mezinárodní skandál, který ve svém důsledku téměř znamenal ztrátu medaile.
V soutěži trojskokanů předvedl nejdelší skok Ian Campbell z Austrálie, ale rozhodčí jeho pokus prohlásili za neplatný kvůli údajnému dotyku neodrazové nohy. Campbell nakonec obsadil páté místo a zvítězil domácí Jaak Uudmäe. V roce 2015 Australané předložili videozáznam dokazující, že k porušení pravidel nedošlo, a požádali Mezinárodní atletickou federaci o dodatečnou změnu výsledků.

## Letní olympijské hry 1984
Olympiádu v Los Angeles bojkotoval Sovětský svaz a také čtrnáct jeho spojenců včetně Československa. Jako důvod byl uveden nedostatek bezpečnosti sportovců na hrách. Sovětský svaz a jeho spojenci pak uspořádali velkou sportovní akci, nazvanou Družba 84. Z různých důvodů bojkotovaly hry také další státy – Írán a Libye.
Ve finále běhu na 3000 m došlo ke kolizi jihoafrické závodnice Zoly Buddové (soutěžící za Velkou Británii) a americké favoritky Mary Deckerové, která upadla a nemohla pokračovat v závodě.
Domácí cyklista Pat McDonough po hrách přiznal, že americký tým užíval krevní doping, který byl tehdejšími metodami nezjistitelný. Američané, kteří měli naposledy cyklistickou medaili z OH v roce 1912, získali v Los Angeles 4 zlaté, 3 stříbrné a 2 bronzové.

## Letní olympijské hry 1988
Olympiádu bojkotovala Severní Korea. Nezúčastnilo se také několik dalších států – Albánie, Kuba, Etiopie, Madagaskar, Nikaragua a Seychely.
Kanadský sprinter Ben Johnson přišel o zlatou medaili v běhu na 100 metrů, když byl pozitivně testován na stanozolol.
Došlo k vysoce kontroverznímu rozhodnutí v boxu. Podle rozhodčích jihokorejský boxer Park Si-Hun porazil na body Američana Roy Jonese navzdory tomu, že poměr úderů jednoznačně vyzněl pro amerického boxera. K podobně kontroverznímu rozhodnutí došlo i v případě dalšího amerického boxera, což později vedlo ke změně systému bodování.

## Letní olympijské hry 1992
V důsledku sankcí OSN museli sportovci Jugoslávie startovat pod olympijskou vlajkou a označením Individuální olympijští účastníci (Individual Olympic Participants, IOC).
Ruský vzpěrač Ibragim Samadov odmítl převzít bronzovou medaili v soutěži do 82,5 kg a odešel ze slavnostního vyhlašování vítězů.

## Letní olympijské hry 1996
Přidělení her Atlantě vzbudilo rozpaky, neboť se všeobecně očekávalo, že ke stému výročí první moderní olympiády získají pořadatelství Athény. Objevily se dohady, že Atlanta jako sídlo společnosti Coca-Cola delegáty finančně motivovala. Olympiáda se každopádně příliš nevydařila, byla poznamenána komercí a organizačními nedostatky. Především kolabovala doprava v olympijském městě, takže mnozí sportovci se dostavili ke svým soutěžím na poslední chvíli a nastupovali nerozcvičení. To bylo důvodem, že Juan Antonio Samaranch, který v projevu na závěrečném ceremoniálu tradičně prohlašoval, že právě ukončená olympiáda byla nejlepší v historii, tentokrát tuto frázi nepoužil a místo toho označil atlantské hry za „výjimečné“.
Náboženský fanatik Eric Roberts Rudolph odpálil 29. července v Olympijském parku bombu, která zabila jednoho člověka a dalších 111 zranila.

## Letní olympijské hry 2000
Rumunská gymnastka Andreea Răducan se stala první gymnastkou, které byla odebrána medaile po pozitivním testu na pseudoefedrin. Zlatou medaili nakonec získala její týmová kolegyně Simona Amânar.
Čínská gymnastka Dong Fangxiao přišla o bronzovou medaili v dubnu 2010, protože jí bylo v roce 2000 jen 14 let (musí mít nejméně 16 let v olympijském roce).
Marion Jonesová získala 5 medailí (běh na 100 m, běh na 200 m, skok do dálky, štafeta 4 × 100 m, štafeta 4 × 400 m). V roce 2007, po dlouhém vyšetřování, se Jonesová přiznala u soudu k použití dopingu.
Ona a její kolegyně ve štafetách byly následně zbaveny olympijských medailí. K dopingu se přiznal také člen americké štafety 4 × 400 m Antonio Pettigrew. I v tomto případě byly členům štafety odebrány zlaté medaile.
Německý zápasník Alexander Leipold musel vrátit zlatou medaili za soutěž volnostylařů do 82 kg poté, co koncentrace nandrolonu v jeho vzorku desetinásobně překročila povolený limit.

## Letní olympijské hry 2004

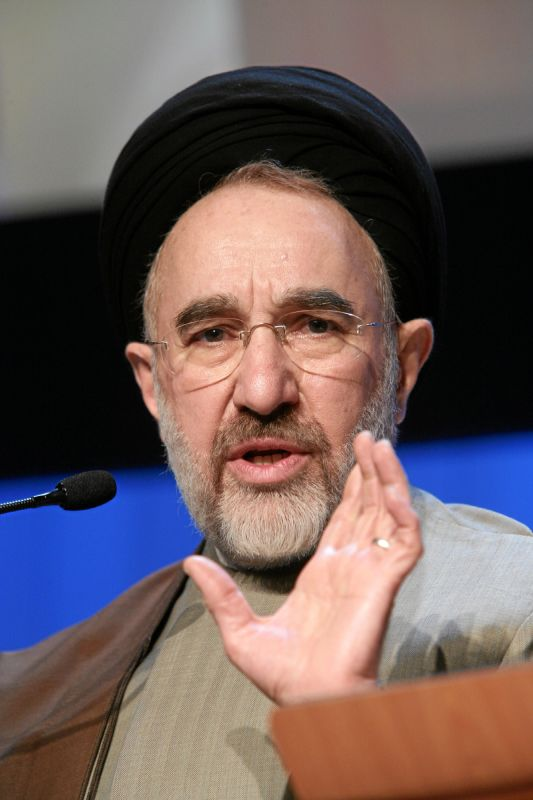
Muhammad Chátamí

Týden před zahájením her se nedostavili domácí sprinterští favorité Konstantinos Kenteris a Ekaterini Thanouová k povinné dopingové kontrole. Místo toho zavolali z nemocnice, že havarovali při společné projížďce na motocyklu a mají nařízen klid na lůžku. Dosud nikdo neví, co se přesně stalo, ale řecký olympijský výbor z obavy, že by se u obou závodníků mohly najít zakázané látky, raději oba vyřadil z nominace.
Maďarský reprezentant Adrián Annus přišel kvůli dopingu o zlatou medaili v hodu kladivem a jeho kolega Róbert Fazekas z téhož důvodu přišel o zlatou medaili v hodu diskem. Také ruská atletka Irina Koržaněnková měla pozitivní test na nedovolené prostředky a byla jí odebrána zlatá medaile za vítězství ve vrhu koulí.
Irský reprezentant v parkurovém skákání Cian O'Connor měl koně pozitivně testovaného na zakázané látky a byla mu odebrána zlatá medaile.
V běhu na 100 m překážek kanadská reprezentantka Perdita Felicienová spadla na zem na první překážce a s ní ruská reprezentantka Irina Sevčenková. Rusko podalo neúspěšný protest. Závod vyhrála americká reprezentantka Joanna Hayesová v olympijském rekordu.
Ve volejbalovém zápase USA – Řecko se v průběhu zápasu, když měli hráči USA míč, ozvalo písknutí z publika. Řekové následkem toho přestali hrát a tým USA vyhrál. Řekové protestovali, ale neuspěli.
Íránský judista Arash Miresmaili byl vyloučen poté, co bylo zjištěno, že nesplňuje váhový limit. Přibral na váze, protože jedl na protest proti uznání státu Izrael ze strany MOV. Prezident Íránu, Muhammad Chátamí řekl, že jeho odmítnutí bojovat s Izraelcem bude zapsáno íránské síni slávy a že národ ho považuje za vítěze olympiády.
Kanadská dvojka bez kormidelníka nebyla připuštěna k finálovému závodu, protože v semifinále vyjela z dráhy a zablokovala cestu jihoafrické lodi.
Na 35. kilometru maratónského běhu byl vedoucí závodník Vanderlei de Lima z Brazílie napaden bláznivým divákem. Ztratil tím asi půl minuty, což spolu s psychickým otřesem vedlo k tomu, že se propadl na třetí místo celkového pořadí.

## Letní olympijské hry 2008
Europoslanec Edward McMillan-Scott založil hnutí za bojkot pekingské olympiády kvůli porušování lidských práv v Číně, zejména násilnému potlačení tibetského povstání v březnu 2008 a podpoře diktátorských režimů (Súdán, Zimbabwe, Barma). Nakonec ale zvítězily obchodní a diplomatické zájmy. Angela Merkelová byla jediným významným státníkem, který odmítl účast na slavnostním zahájení her. 
Hráči španělských basketbalových družstev mužů a žen jsou před olympiádou zachyceni na fotografii, na které napodobují oči Asiatů.
Švédský zápasník Ara Abra'amjan upustil bronzovou medaili na podlahu ihned poté, co mu byla pověšena na krk. Bylo to na protest proti výsledku jeho semifinálového zápasu, kde byl jeho soupeřem italský zápasník Andrea Minguzzi. Následně byl Abrahamian diskvalifikován MOV.
Severokorejský střelec Kim Jong-su, který získal stříbrnou a bronzovou medaili, byl diskvalifikován za užití propranorolu.
Vyvstaly otázky ohledně věku dvou čínských gymnastek On Kexin a Jiang Yuyuan. Je to způsobeno jejich velmi mladistvým vzhledem.
Norsko dalo v semifinále házenkářského turnaje gól Jižní Koreji, ale podle fotografie, která se objevila na internetu, míč nepřekročil brankovou čáru. Jihokorejky protestovaly, ale neuspěly.
Kubánský reprezentant v taekwondu Ángel Matos byl doživotně diskvalifikován, protože kopl rozhodčího do obličeje.
Rašíd Ramzí z Bahrajnu, vítěz běhu na 1500 metrů, byl v dubnu 2009 pozitivně testován na erythropoetin a v září téhož roku mu byla zlatá medaile oficiálně odebrána.

## Letní olympijské hry 2012
Izraelci přednesli žádost, aby byla součástí úvodního ceremoniálu minuta ticha za oběti Mnichovského masakru, k němuž došlo před 40 lety. Delegace muslimských států však byly proti. Objevil se kompromisní návrh, že by šlo o uctění památky všech zemřelých olympioniků. Nakonec předseda MOV Jacques Rogge prohlásil, že zahájení her by se mělo nést v optimistickém duchu a nepřipomínat tragické události. 

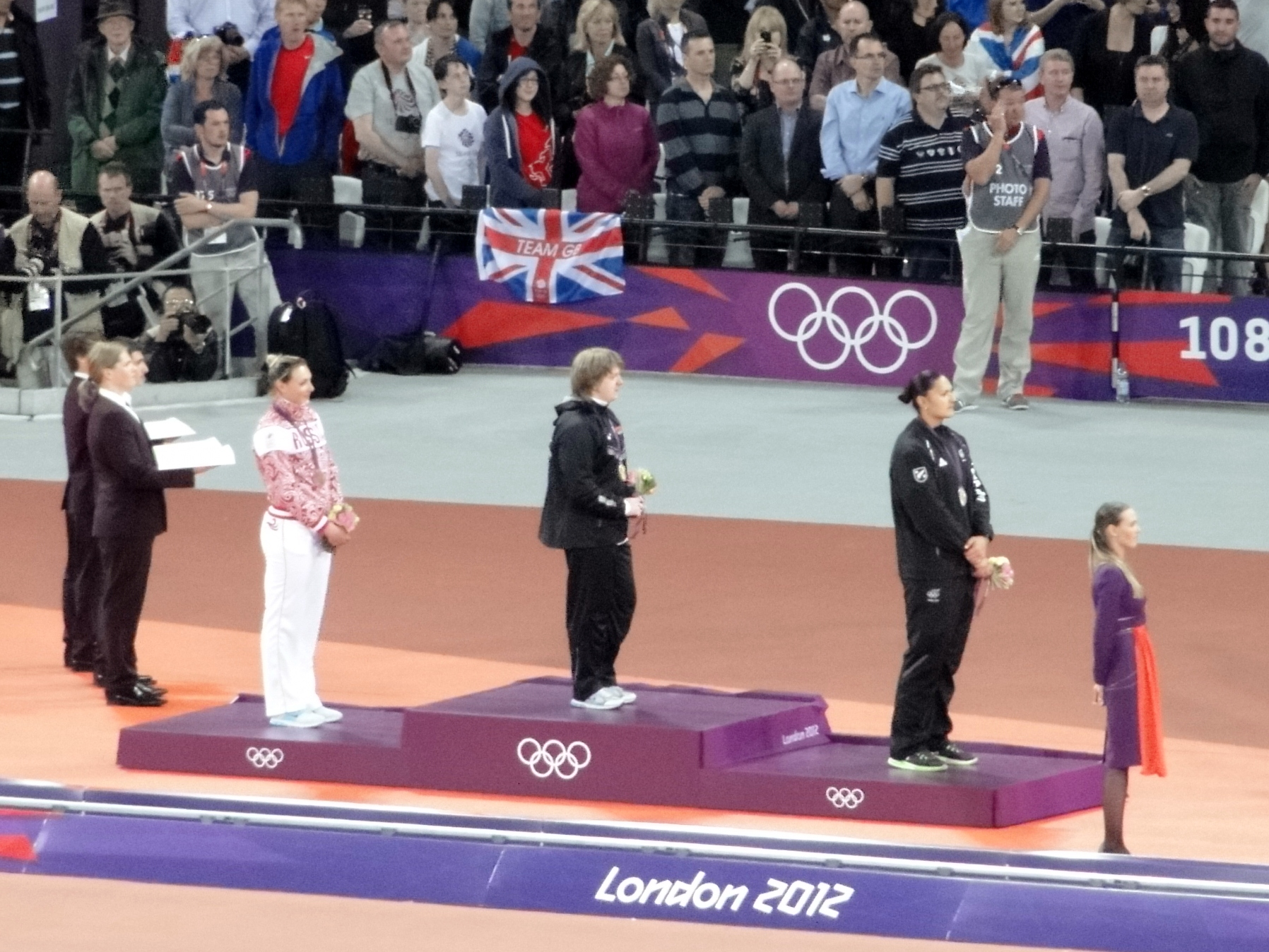
Stupně vítězů koulařek: zleva Jevgenija Kolodková (Rusko), Nadzeja Astapčuková a Valerie Adamsová (Nový Zéland).

Vítězka koulařské soutěže Nadzeja Astapčuková z Běloruska měla pozitivní dopingový nález a musela vrátit zlatou medaili.
Turnaj v badmintonu se poprvé hrál ve skupinách, z nichž postupovali do dalších bojů dva nejlepší. V ženské čtyřhře prohrály nasazené Číňanky s dánským párem a tak bylo pro dvojice z dalších skupin výhodnější závěrečná utkání prohrát, aby se favoritkám ve čtvrtfinále a semifinále vyhnuly. Ve skupině A sehrály Wang Xiaoli – Yu Yang (Čína) a Jung Kyun Eun – Kim Ha Na (Korejská republika) fraškovité utkání, v němž obě strany úmyslně kazily podání a smečovaly mimo kurt, nejdelší výměna měla pouze čtyři údery. Diváci pískali a bučeli, rozhodčí hráčky napomínali, nakonec Korejky zvítězily 21:14 a 21:11. Stejný scénář se opakoval ve večerním zápase, kdy Ha Jung Eun a Kim Min Jung (Korejská republika) porazily indonéskou dvojici Meiliana Jauhariová – Greysia Poliiová 2:1 na sety. Mezinárodní badmintonová federace reagovala tím, že všechny čtyři páry diskvalifikovala za porušení zásad fair play.
Lépe dopadl alžírský běžec Taoufik Makhloufi, který v rozběhu na 800 metrů šetřil síly na finále patnáctistovky: jenom vyklusával a po prvním kole opustil trať. Byl za nesportovní chování vyloučen z další účasti na hrách, ale vykázal se lékařským potvrzením, že má pohmožděné koleno. Nakonec mu byl start na 1500 metrů povolen, Machlúfí finále vyhrál a stal se olympijským vítězem.
Kim Collins z ostrova Svatý Kryštof a Nevis ještě před začátkem atletických soutěží opustil olympijskou vesnici a strávil noc v hotelu s manželkou. Národní olympijský výbor ho za trest poslal domů.
Poté, co jihokorejská fotbalová reprezentace porazila Japonsko v zápase o třetí místo, vytáhl hráč vítězů Park Jong-woo transparent s nápisem „Tokdo je naše!“ (narážka na sporné ostrůvky v moři mezi oběma státy). Za nepřípustné zatahování politiky do sportu byl vyloučen z medailového ceremoniálu a dostal dvouzápasový distanc, FIFA zároveň pohrozila, že pokud se to bude opakovat, může dojít ke kontumaci zápasu.
V osmifinále turnaje v boxu střední váhy byl vyhlášen vítězem domácí Anthony Ogogo, ačkoli jeho soupeř Jevhen Chytrov z Ukrajiny byl v zápase aktivnější. Protest Ukrajinců byl zamítnut.

## Zimní olympijské hry 1964
Při tréninku ještě před zahájením olympiády utrpěli smrtelná zranění australský sjezdař Ross Milne a britský sáňkař Kazimierz Kay-Skrzypeski.

## Zimní olympijské hry 1968

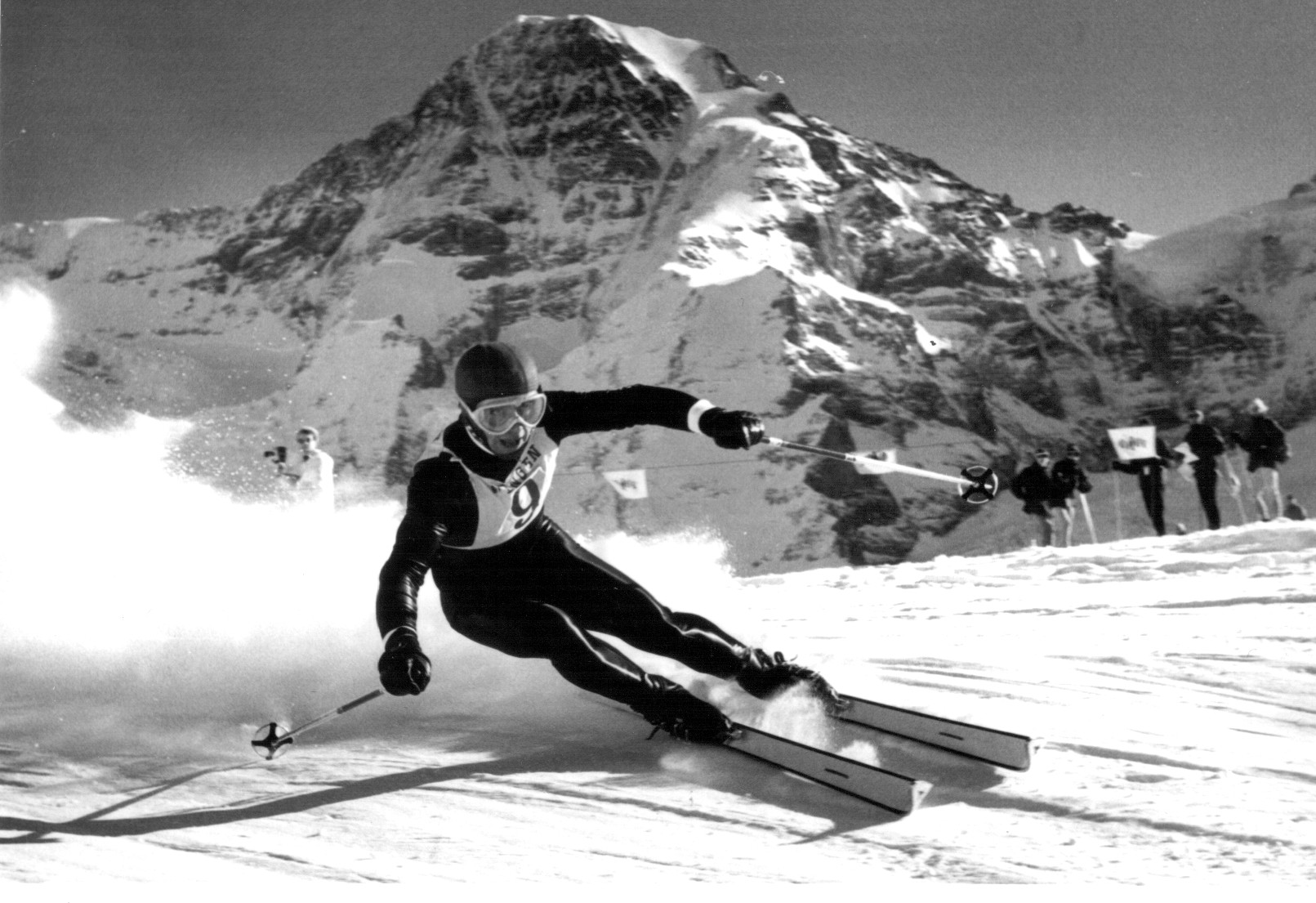
Karl Schranz

Závod ve slalomu se konal za snížené viditelnosti. Rakouský reprezentant Karl Schranz prohlásil, že mu během závodu ve slalomu zkřížil cestu tajemný muž v černém oblečení. Byl mu povolen opakovaný start a Schranz dosáhl nejrychlejší čas. Odvolací komise pak přezkoumala televizní záznam a prohlásila, že Schranz minul slalomovou branku. Jeho čas z opakovaného startu nebyl započítán do výsledků a zlatou medaili získal francouzský reprezentant Jean-Claude Killy.
Východoněmecké sáňkařky Ortrun Enderleinová, Anna-Maria Müllerová a Angela Knöselová byly diskvalifikovány z prvního, druhého a čtvrtého místa kvůli nedovolenému nahřívání skluznic.

## Zimní olympijské hry 1972
Rakouský lyžař Karl Schranz, hlasitý kritik předsedy MOV, kterým tehdy byl Avery Brundage, údajně vydělával 50 000 dolarů za rok. Schranz byl označen jako tajný profesionální sportovec, zejména pro jeho vztah s výrobcem lyží Kneissl. MOV po dlouhém jednání poměrem hlasů 28:14 odhlasoval vyloučení Karla Schranze z her. Rakouská olympijská výprava chtěla na protest odcestovat z dějiště olympiády, ale nakonec zůstala.
Kanaďané chtěli mít na olympiádě mužstvo hokejistů s několika profesionály, ale kvůli postoji MOV se hokejisté raději olympiády nezúčastnili.

## Zimní olympijské hry 1976
Pořádání her bylo v květnu 1970 přiděleno americkému městu Denver. Postupně však nastaly komplikace s výstavbou olympijských zařízení, proto bylo ve státě Colorado na 7. listopadu 1972 vyhlášeno referendum, v němž téměř 60 % hlasujících odmítlo další financování her z veřejných prostředků. Denver se proto pořadatelství zřekl a musel ho zastoupit Innsbruck, který měl k dispozici sportoviště ze ZOH 1964.
Československá hokejová reprezentace byla při hrách postižena silnou epidemií chřipky. František Pospíšil omylem užil lék obsahující kodein a po zápase s Polskem (7:1) měl pozitivní dopingový test. Body za zápas nezískal ani jeden tým, mužstvu ČSSR se nezapočítaly vstřelené branky, takže zápas skončil skóre 0:1. Samotný hráč však po svém vysvětlení a omluvě vyloučen z turnaje nebyl.

## Zimní olympijské hry 1980
Kontroverzní názory vzbudilo rozhodnutí využít k ubytování sportovců prostory nově vybudované věznice. Došlo také k prvnímu bojkotu zimní olympiády, a to ze strany Tchaj-wanu.

## Zimní olympijské hry 1994
Podle amerických reportérů poškodili rozhodčí americkou krasobruslařku Nancy Kerriganovou. Pomohli k vítězství ukrajinské reprezentantce Oksaně Bajulové. Nejkontroverznější výrok vynesl německý rozhodčí Jan Hoffmann, bývalý reprezentant NDR.
Kolem Kerriganové bylo rušno už před olympiádou. 6. ledna 1994 ji v Detroitu cestou z tréninku udeřil recidivista Shane Stant palicí do kolena. Kerriganová tak vynechala americkou olympijskou kvalifikaci, ale do začátku her se stačila zotavit a byla nominována. Nakonec vyšlo najevo, že útočníka najala reprezentační kolegyně Kerriganové Tonya Hardingová, aby se zbavila konkurentky.

## Zimní olympijské hry 1998

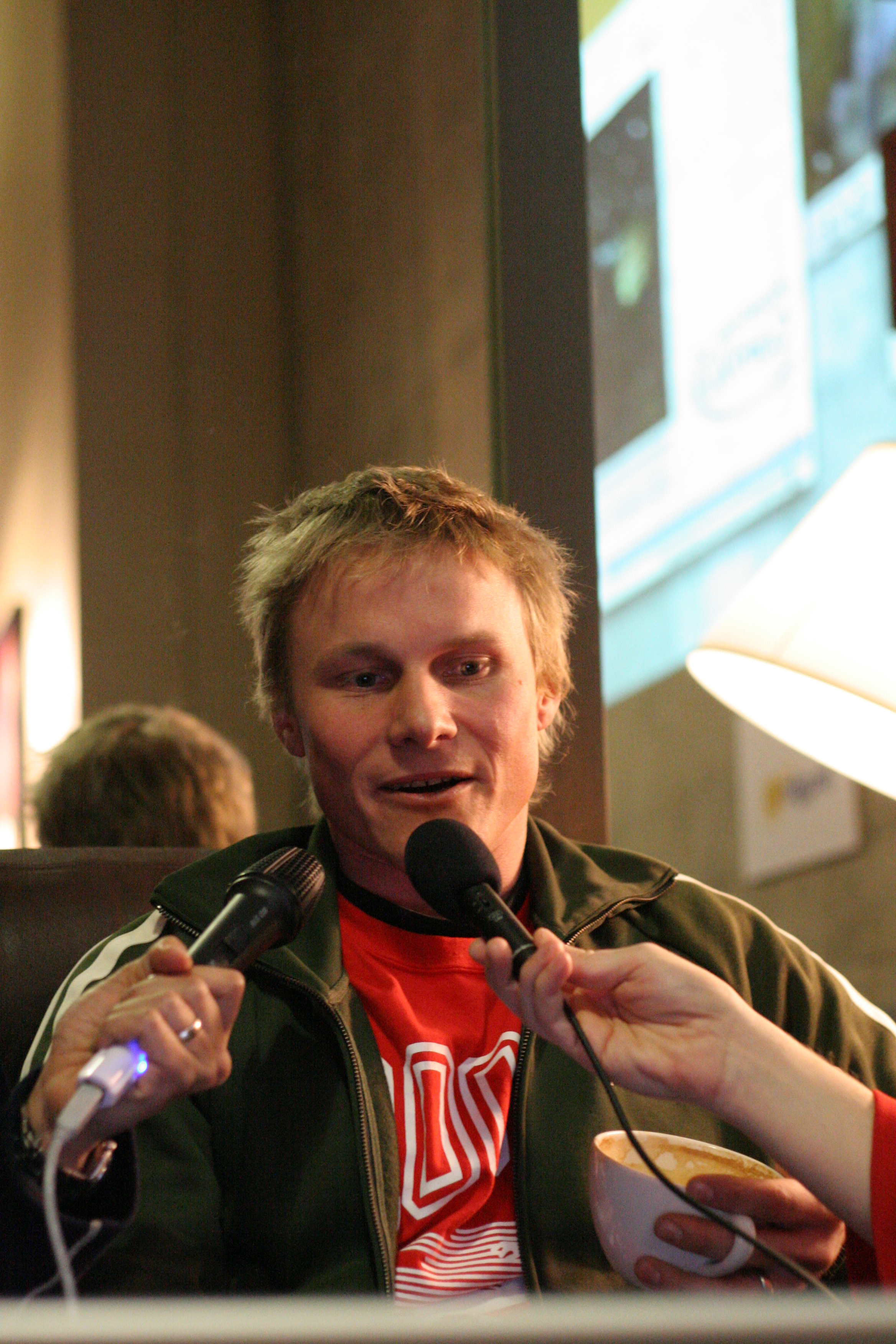
Ross Rebagliati

Ukrajinský rozhodčí se snažil dohodnout s kanadskou rozhodčí, aby podpořila ukrajinský pár výměnou za podporu kanadského páru. Rozhovor kanadská rozhodčí nahrála a záznam předala funkcionářům, kteří suspendovali jak kanadskou rozhodčí, tak ukrajinského rozhodčího.
Kanadský reprezentant ve snowboardingu Ross Rebagliati byl pozitivně testován na marihuanu a byla mu odebrána zlatá medaile. Marihuana v té době nebyla na seznamu zakázaných látek a medaili mu později vrátili.

## Zimní olympijské hry 2002
Někteří členové MOV byli nuceni odstoupit, protože vyšlo najevo, že přijali hodnotné dary na oplátku za hlasování pro Salt Lake City jako dějiště olympiády.
Kvůli pozitivním dopingovým testům byly dodatečně odebrány medaile ze závodů v běhu na lyžích (španělský reprezentant Johann Mühlegg a ruské reprezentantky Larisa Lazutinová a Olga Danilovová).
Jihokorejský rychlobruslař Kim Dong-Sung byl diskvalifikován pro zkřížení dráhy ve finále závodu na 1500 m na krátké dráze. Zlato získal americký reprezentant Apolo Anton Ohno.
V soutěži sportovních dvojic pokazili Jelena Berežná a Anton Sicharulidze z Ruska dvojitý axel, přesto porazili kanadský pár Jamie Saléová—David Pelletier díky lepším známkám za umělecký dojem. Po kanadském protestu direktoriát šalamounsky rozhodl udělit zlaté medaile oběma párům. Po olympiádě vyšlo najevo, že francouzská rozhodčí Marie-Reine Le Gougneová hlasovala pro Rusy, protože ji podplatil boss ruského podsvětí Alimžan Tochtachunov. Důsledkem skandálu byla změna systému hodnocení krasobruslařských soutěží.

## Zimní olympijské hry 2006
Do rezidence rakouských biatlonistů v olympijské vesnici vpadla kvůli obvinění z dopingu italská policie.
Ruská biatlonistka Olga Medvedcevová přišla o stříbrnou medaili získanou v individuálním závodě, v důsledku pozitivního testu na přítomnost zakázané látky.

## Zimní olympijské hry 2010
Těsně před zahájením her se stala tragická nehoda, když gruzínský reprezentant Nodar Kumaritašvili na tréninku vyletěl ze sáňkařské dráhy a narazil ve velké rychlosti do ocelového nosníku.
Proběhla diskuze o skoku se čtyřmi obrátkami – poprvé od roku 1994 krasobruslař Evan Lysacek získal zlatou medaili bez provedení skoku se čtyřmi obrátkami. To se nelíbilo stříbrnému Jevgeniji Pljuščenkovi, který čtverný skok zvládl, ale prohrál na programové komponenty.
V průběhu her došlo k řadě protestů kvůli diskriminaci původních obyvatel a škrtům v sociální oblasti způsobeným olympiádou, demonstrace přešly v násilnosti, dav zaútočil na sídlo Společnosti Hudsonova zálivu, jednoho ze sponzorů OH. 

## Zimní olympijské hry 2014
Olympiáda v Soči se před svým zahájením stala předmětem kritiky kvůli ruskému zákonu zakazujícímu propagaci homosexuality, kontroverzní jsou i přísná bezpečnostní opatření a dopad výstavby sportovních zařízení na kavkazskou přírodu. Joachim Gauck a François Hollande oznámili, že se nezúčastní slavnostního zahájení her.
V krasobruslařské soutěži žen vyvolalo kontroverzi vyšší bodové hodnocení volné jízdy vítězné Rusky Adeliny Sotnikovové, než jaká po svých jízdách obdržely stříbrná Kim Ju-na a bronzová Carolina Kostnerová.
Švédský hokejista Nicklas Bäckström nebyl připuštěn k finálovému zápasu proti Kanadě, protože byl po čtvrtfinále pozitivně testován na pseudoefedrin. Hráč nález vysvětlil běžně dostupným lékem na alergii, který pod lékařským dohledem užíval už sedm let bez jediného problému s dopingovou kontrolou. Švédové bez Bäckströma prohráli 0:3. MOV dodatečně rozhodl udělit Bäckströmovi stříbrnou medaili.